# جزازة العشب الروبوتية

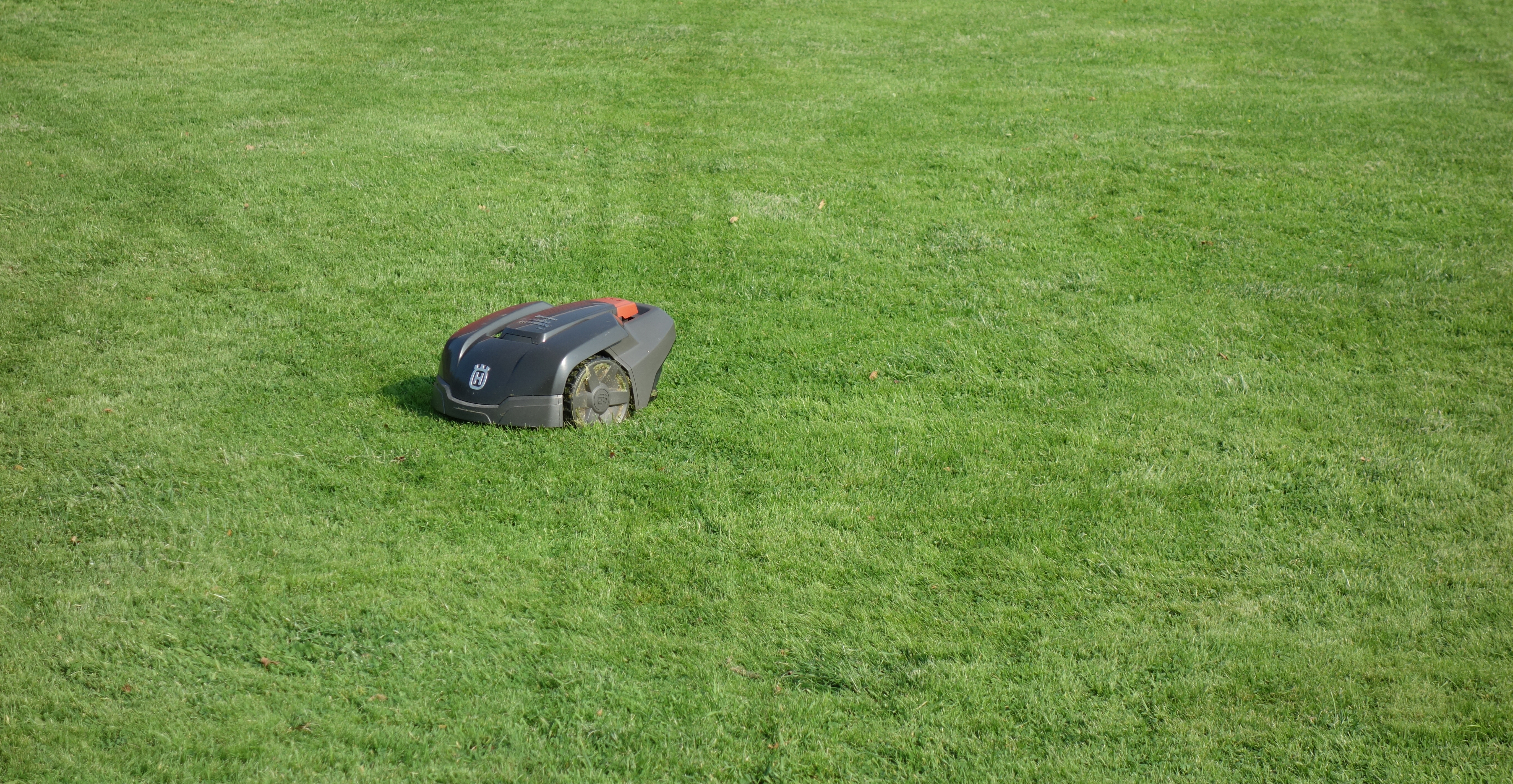
جزازة عشب آلية مع علامات مسار مرئية في العشب تشير إلى الطريقة العشوائية التي تقطع بها العشب.

وجزازة العشب الروبوتية هو روبوت مستقل استخدامها لقطع العشب العشب. تتطلب جزازة العشب الآلية النموذجية (خاصة نماذج الجيل السابق) من المستخدم إعداد سلك حدودي حول العشب يحدد المنطقة المراد قصها. يستخدم الروبوت هذا السلك لتحديد حدود المنطقة المراد قطعها وفي بعض الحالات لتحديد موقع رصيف إعادة الشحن. الجزازات الآلية قادرة على الحفاظ على ما يصل إلى 30,000 متر مربع (320,000 قدم2) من العشب.
تتطور جزازات العشب الروبوتية بشكل متزايد، وهي ذاتية الالتحام وبعضها يحتوي على مستشعرات المطر إذا لزم الأمر، مما يقضي تقريبًا على التفاعل البشري. تمثل جزازات العشب الروبوتية ثاني أكبر فئة من الروبوتات المحلية المستخدمة بحلول نهاية عام 2005.
في عام 2012، بلغ نمو مبيعات جزازة العشب الآلية 15 ضعفًا عن الأساليب التقليدية. مع ظهور الهواتف الذكية، قامت بعض الجزازات الروبوتية بدمج ميزات داخل تطبيقات مخصصة لضبط الإعدادات أو أوقات القص المجدولة والتردد، بالإضافة إلى التحكم يدويًا في الجزازة باستخدام عصا التحكم الرقمية.
يمكن أن تحتوي جزازات العشب الروبوتية الحديثة على مستشعرات متخصصة، مما يسمح لها بالقص تلقائيًا حول العوائق أو حتى النوم عندما يبدأ هطول المطر.
الغالبية العظمى من جزازات العشب الروبوتية تتعامل مع المهمة باستخدام نظام القص «العشوائي». ترتد الماكينة بشكل أساسي على العشب حتى تصل إلى السلك الحدودي الذي يحد من منطقة العمل، ثم تغير الاتجاه حتى تصل السلك مرة أخرى. اعتمادًا على حجم العشب، قد يستغرق هذا وقتًا طويلاً جدًا، لذلك يجب أن تكون الماكينة في عمليات مستمرة بشكل أو بآخر. أحد الاستثناءات هو جزازة العشب الآلية من إنديجو «بوش» التي تنشئ خريطة لحديقة المستخدمين ثم تعالج المهمة بطريقة منهجية.

## التاريخ
في عام 1969، تم تقديم موبوت وحصل على براءة اختراع من قبل لورانس بيلينجر ويظهر بالفعل العديد من ميزات المنتجات الأكثر شعبية اليوم. بلغ وزنه 125 رطل (57 كـغ)، تم بيعها مقابل 800 دولار (5600 دولار في عام 2020 بالدولار ) ولديها استقلالية لمدة 3 ساعات و3,000 قدم مربع (280 م2) 
في عام 1992، حصل أندريه كولينز على براءة اختراع أول جزازة آلية تعمل بالطاقة الشمسية بالكامل وتم بيعها إلى هوسكفارنا التي تسوقها في عام 1995.
في عام 2012، قدم بوش إنديجو رسم خرائط العشب، للقص بطريقة منهجية بدلاً من النمط العشوائي.
اعتبارًا من عام 2019، تم الإعلان عن الجزازات الآلية القائمة على الرؤية، بدون سلك محيط.

## تقنية
يمكن للجزازة العثور على محطة الشحن الخاصة بها عبر انبعاثات التردد اللاسلكي، باتباع سلك حدودي، أو باتباع سلك توجيه اختياري. يمكن أن يؤدي ذلك إلى القضاء على أنماط التآكل في العشب الناتجة عن قدرة الجزازة على تتبع سلك واحد فقط للعودة إلى المحطة.
للوصول إلى المناطق النائية أو المناطق التي لا يمكن الوصول إليها إلا من خلال ممرات ضيقة، يمكن للجزازة اتباع سلك توجيه أو سلك حدودي خارج المحطة.
وتشمل البطاريات المستخدمة النيكل - معدن هيدريد (NiMH)، ليثيوم أيون وحمض الرصاص.
في عام 2019، تم إطلاق جزازة آلية تعمل بنظام الدفع الرباعي (AWD) بواسطة هوسكفارنا.